# Laetitia Coryn
Laetitia Coryn est une comédienne, autrice et dessinatrice française de bande dessinée, née en 1984.

## Biographie
Laetitia Coryn est la fille des acteurs William Coryn et Nathalie Régnier, ainsi que la petite fille du clown Mimile, de son vrai nom Émile Coryn (1914-1989). En 1999, elle rencontre Jean-Claude Mézières, ce qui la motive à se lancer dans l'illustration. Elle suit une formation d'une année à l'école supérieure des arts appliqués Duperré et à l'Atelier de Sèvres, puis intègre l'école Estienne et suit une formation en animation 3D.
En 2011, elle publie La question de Dieu en collaboration avec le scénariste Pat Perna. Comme le note Benoît Cassel, « la dessinatrice déroule un style humoristique sans prétention, spontané, caricatural et adapté,. »
En 2014, elle est autrice du livre Le péril vieux. L’histoire d’un gouvernement qui repousse l’âge de la retraite à 79 ans. Comme le note M. Leroy dans sa critique, « certains sketchs font mouche avec une acuité politique désopilante qui pousse jusqu’à l’absurde les dogmes actuels. D’autres virent au franchement “dégueulasse” cher à Reiser. » Toujours en 2014, elle publie Fenêtre sur cour d’école, une série d’anecdotes sur la journée d’enfants à l’école. Comme l’écrit H. Chidiac dans sa critique, « le graphisme de Laetitia Coryn, tout en aquarelle et en lavis, appuie le côté léger et nostalgique du quotidien de ces bambins. »
En 2016, elle collabore avec Philippe Brenot sur le livre Une histoire du sexe. Ils résument en bande dessinée l’histoire du sexe à travers les âges. Le travail de vulgarisation est salué, ainsi que le dessin pour illustrer anecdotes et faits méconnus. Comme l’écrit A. Perroud, « très bon album, Sex Story démystifie la sexualité d'une manière conviviale et accessible. » En 2020, le même duo publie le tome 2 intitulé De l’Afrique à l’Asie.
En 2017, Laetitia Coryn entame une collaboration avec l’écrivaine Leïla Slimani. Elle dessine l’adaptation du livre Sexe et mensonges. Le livre donne la parole à des témoignages sur l’intolérance et la violence envers les femmes au sujet des mœurs et du sexe au Maroc. Comme le note L. Moeneclaey, « par rapport à ses ouvrages précédents (Sex story, La question de Dieu), l'artiste Laetitia Coryn change et adapte son graphisme : sans caricature, plus de douceur et de sensibilité. » De son côté, A. Vertaldi note dans sa critique que « le trait délicat de Laetitia Coryn relaie à la perfection la volonté de l'auteur. Il rend couleurs et dignité aux corps et aux âmes meurtries de ses héroïnes. Ni voyeurisme ni ambiance sordide ne transparaissent. Sous le crayon de la dessinatrice, ces terribles histoires se nimbent de pudeur. »
En 2019, Laetitia Coryn revient à un style précédent et propose Priscilla, et comme le relève A. Perroud, l’ensemble est drôle et choquant, l’autrice repousse ses propres limites. Il conclut sa critique par : « Rares sont les bandes dessinées au ton aussi libre et provocant. Sans jamais tomber dans le voyeurisme ou la gratuité, Coryn réussit son pari. Néanmoins, vu son contenu, Priscilla est un ouvrage à déguster en connaissance de cause,. » En 2021, elle publie un petit livre de 16 pages en noir et blanc appelé La grande piraterie.
En parallèle de ses publications en bande dessinée, Laetitia Coryn a une importante activité de doublage de films. Elle débute une activité régulière en 2008 avec Toute l'histoire de mes échecs sexuels. Elle travaille depuis sur plusieurs films par an comme Cinquante nuances de Grey en 2015, Three Billboards : Les Panneaux de la vengeance en 2017 jusqu’à D'après l'Univers de John Wick : Ballerina en 2025, montrant une large palette de style et de composition de voix. Aux flims s'ajoutent de très nombreux doublages pour des séries télévisées et des voix de personnages de jeux vidéos.

### One shots
- 2.   En chemin elle rencontre... Les artistes se mobilisent pour le respect des droits des femmes ,  2011,  Des ronds dans l'O - Amnesty International
Scénario :  collectif  - Dessin :  Laëtitia Coryn et d'autres - Couleurs :  quadrichromie -  (ISBN 9782917237151)

- La question de Dieu ,  2011,  12bis
Scénario :  Pat Perna  - Dessin :  Laëtitia Coryn - Couleurs :  Pat Ryu -  (ISBN 9782356482464)

- Fenêtre sur cour d'école ,  2014,  Dargaud
Scénario, dessin et couleurs :  Laëtitia Coryn -  (ISBN 9782205067439)

- Le péril vieux: Janvier 2019, la retraite vient de passer à 79 ans ,  2014,  Dargaud
Scénario, dessin et couleurs :  Laëtitia Coryn -  (ISBN 9782755610529)

- Paroles d’honneur ,  2017,  Les Arènes
Scénario :  Leïla Slimani  - Dessin :  Laëtitia Coryn - Couleurs :  Sandra Desmazières -  (ISBN 9782352046547)

- Raymond Devos ,  2017,  Jungle / Plon
Scénario :  collectif  - Dessin :  Laëtitia Coryn et d’autres - Couleurs :  quadrichromie -  (ISBN 9782822221658)

- Priscilla: on choisit pas sa famille ,  2019,  Glénat
Scénario et dessin :  Laëtitia Coryn  - Couleurs :  quadrichromie -  (ISBN 9782344031964)

- La grande piraterie ,  2021,  Pneumatiques / Rouquemoute
Scénario et dessin :  Laëtitia Coryn  - Couleurs :  N&B -  (ISBN 9782957662968)

### Séries
| Le Monde merveilleux des vieux (2007-2009) - 1. Le Monde merveilleux des vieux, 2007, Vent des savanes Scénario, dessin et couleurs : Laëtitia Coryn - (ISBN 9782356260000) - 2. Tome 2, 2009, Vent des savanes Scénario, dessin et couleurs : Laëtitia Coryn - (ISBN 9782723467322) |

| L’incroyable histoire du sexe (2016-2020) - 1. Sex story, 2016, Les Arènes Scénario : Philippe Brenot - Dessin : Laëtitia Coryn - Couleurs : quadrichromie - (ISBN 9782352045038) - 2. De l’Afrique à l’Asie, 2020, Les Arènes Scénario : Philippe Brenot - Dessin : Laëtitia Coryn - Couleurs : Isabelle Lebeau - (ISBN 9791037502575) |

## Doublage

### Cinéma

#### Films
- Jessie Buckley dans (6 films) :
  - Un espion ordinaire (2021) : Sheila Wynne
  - The Lost Daughter (2021) : Leda, jeune
  - Women Talking (2022) : Mariche Loewen
  - Men (2022) : Harper Marlowe
  - Fingernails (en) (2023) : Anna
  - Scandaleusement vôtre (2023) : Rose Gooding

- Eloise Mumford dans :
  - Cinquante nuances de Grey (2015) : Kate Kavanagh[11]
  - Cinquante nuances plus sombres (2017) : Kate Kavanagh[12]
  - Cinquante nuances plus claires (2018) : Kate Kavanagh[13]

- Monica Barbaro dans :
  - Top Gun: Maverick (2022) : le lieutenant Natasha « Phoenix » Trace
  - Rendez-vous à minuit (en) (2023) : Sophie Wilde
  - Un parfait inconnu (2025) : Joan Baez

- 1981[n 1] : 13 Morts et demi : ? (?)
- 1998[n 2] : Sexcrimes : ? (?)
- 2008 : Toute l'histoire de mes échecs sexuels : : Alexandra Boyarskaya (Alexandra Boyarskaya)
- 2012 : L'Homme aux poings de fer[14] : Chi Chi (Zhu Zhu)
- 2012 : Target : Emily (Jenny Slate)
- 2013 : Ghost Team One : Becky (Meghan Falcone)
- 2013 : Kick-Ass 2 : Harlow (Tanya Fear)
- 2014 : Nos pires voisins : Brooke (Halston Sage)
- 2014 : Annie : ? (?)
- 2015 : Danish Girl : Ulla Fonsmark (Amber Heard)
- 2015 : The Night Before : Rebecca Grinch (Ilana Glazer)
- 2015 : Un voisin trop parfait : ? (?)
- 2016 : Le Bon Gros Géant : Mary (Rebecca Hall)
- 2016 : Absolutely Fabulous, le film : l'assistante de Claudia (Beattie Edmondson) et elle-même (Jourdan Dunn)
- 2016 : The Neon Demon[15] : Gigi (Bella Heathcote)
- 2016 : Manchester by the Sea : Randi (Michelle Williams)
- 2016 : Rogue One: A Star Wars Story : Lyra Erso (Valene Kane)
- 2016 : Bridget Jones Baby : Alice (Kate O'Flynn)
- 2016 : Fences : ? (?)
- 2017 : Battle of the Sexes : Jane « Peaches » Bartkowicz (Martha MacIsaac)
- 2017 : Blade of the Immortal : Makie Otono-Tachibana (Erika Toda)
- 2017 : Three Billboards : Les Panneaux de la vengeance : Pamela (Kerry Condon) & Gabriella (Malaya Rivera Drew)
- 2018 : Rampage : Hors de contrôle : Amy (Breanne Hill)
- 2018 : La Nonne : Sœur Oana (Ingrid Bisu)
- 2018 : Bohemian Rhapsody : Kashmira Bulsara-Cooke (Priya Blackburn (en))
- 2018 : Ma vie après toi : voix additionnelles
- 2018 : L'Ombre d'Emily : Faith McLanden à 16 ans (Lauren Peters)
- 2019 : Évasion 3 : The Extractors : Daya Zhang (Malese Jow)
- 2019 : Mes autres vies de chien : Clarity « CJ » June (Kathryn Prescott)
- 2019 : Doctor Sleep : Wendy Torrance (Alex Essoe)
- 2019 : Scandale : Rudi Bakhtiar (en) (Nazanin Boniadi)
- 2019 : Music of My Life : Yasmeen (Tara Divina)
- 2019 : L'Année des mariages : Mara (Sarah Hyland)
- 2020 : Force of Nature : Jess Mena (Stephanie Cayo)
- 2020 : Antebellum : Elizabeth (Jena Malone)
- 2021 : Boss Level : Gabrielle (Mathilde Ollivier)
- 2021 : The Suicide Squad : Cleo Cazo / Ratcatcher II (Daniela Melchior)
- 2021 : Escape Game 2 : Le monde est un piège : Claire (Isabelle Fuhrman)[n 3]
- 2022 : Jurassic World : Le Monde d'après : Gemma Zhao (Jasmine Chiu)
- 2022 : Colère divine : Luciana B (Macarena Achaga)
- 2022 : Honor Society : ? (?)
- 2023 : En eaux (très) troubles : Jess (Skyler Samuels)
- 2023 : La Probabilité statistique de l'amour au premier regard : Hadley Sullivan (Haley Lu Richardson)
- 2024 : Abigail : Joey (Melissa Barrera)
- 2024 : Jeu intérieur : Nikki (Alycia Debnam-Carey)
- 2024 : Mufasa : Le Roi lion : ? (?)
- 2024 : The Order : ? (?)
- 2025 : G20 : ? (?)
- 2025 : D'après l'Univers de John Wick : Ballerina : Lena (Catalina Sandino Moreno)

#### Films d'animation
- 2013 : Monstres Academy[16] : Carrie Williams
- 2021 : Ron débloque : Bree
- 2025 : Amélie et la Métaphysique des tubes : Danièle, la mère (création de voix)

### Télévision

#### Téléfilms
- 2012 : Les Naufragés du lagon bleu : Lizzie (Alix Elizabeth Gitter)
- 2013 : Une mère indigne : Jillian (Camille Cregan)
- 2019 : Nous deux, c'était écrit : Lucy (Zibby Allen)
- 2019 : Un Noël d'amour et d'amitié : Ashley Seever (Breanne Parhiala)

#### Téléfilm d'animation
- 2023 : South Park: Joining the Panderverse (en) : Stan femme

#### Séries télévisées
- Emilija Baranac dans :
  - Riverdale (2017-2020) : Midge Klump
  - Charmed (2018-2021) : Heidi

- Jasmine Blackborow (en) dans :
  - Marie-Antoinette (2022) : la princesse de Lamballe
  - The Gentlemen (2024) : Charly

- 2007-2014 : Mad Men : Margaret Sterling puis Hargrove (Elizabeth Rice)
- 2008 : Cashmere Mafia : Emily Draper (Addison Timlin)
- 2009 : United States of Tara : Petula (Hayley McFarland)
- 2010 : I'm in the Band : Ma vie de rocker : Lana (Katelyn Pacitto)
- 2010 : The Gates : Andie Bates (Skyler Samuels)
- 2011 : Ange ou Démon : Gala (Paloma Bloyd)
- 2013 : Ja'mie: Private School Girl : Madison (Georgie Jennings)
- 2014-2017 : Pretty Little Liars : Sydney Driscoll (Chloe Bridges) (10 épisodes)
- 2014-2017 : The Middle : Devin Levin (Gia Mantegna)
- 2014-2021 : NCIS : Nouvelle-Orléans : Laurel Pride (Shanley Caswell) (15 épisodes)
- 2015 : iZombie : Corinne (Elise Gatien)
- 2016-2018 : Nowhere Boys : Paula Chen (Charmaine Chu)
- 2016-2020 : The Good Place : Chad (Sunita Mani), Kamilah Al-Jamil (Rebecca Hazlewood) et Madison (Angela Trimbur)
- 2017 : The Halcyon : Betsey Day (Kara Tointon)
- 2017 : Taboo : Lorna Bow (Jessie Buckley) (7 épisodes)
- 2018 : Stargate Origins : Catherine Langford (Ellie Gall) (mini-série)
- 2018 : Sick Note : Katerina West (Lindsay Lohan) (7 épisodes)
- 2018 : Ransom : Abby (Jade Olieberg)
- 2018 : Grey's Anatomy : Nisha (Rima Rajan)
- 2018 : Bull : Tally North (Quinn Shephard)
- 2018-2019 : Madam Secretary : Nina Cummings (Tracee Chimo Pallero)
- 2018-2023 : Manifest : Dr Saanvi Bahl (Parveen Kaur) (62 épisodes)
- 2019 : Dolly Parton's Heartstrings : Lee (Katie Stevens)
- 2019 : Reef Break : le sergent Kristy Ellis (Laura Gordon)
- 2019 : Tell Me a Story : Susie (Kathryn Prescott)
- 2019 : The Politician : Trina (Paloma Rabinov)
- 2019 : Charmed : Cyd (Malaya Rivera Drew)
- 2019 : Doom Patrol : Dolores Mentallo jeune (Haley Strode)
- 2019-2021 : Dickinson : Abby (Sophie Zucker) (19 épisodes)
- 2020 : Utopia : Jessica Hyde (Sasha Lane)
- 2020 : Her Voice : Ananya (Nadia Mohebban)
- 2020 : Grey's Anatomy : Station 19 : Alicia (Remy Nozik)
- 2020 : Normal People : Joanna (Eliot Salt)
- 2020 : Doc : Sofia [Qui ?] (saison 1, épisode 5)
- 2020 : L'Amour au temps du Corona : Elle (Rainey Qualley) (mini-série)
- 2020 : Losing Alice : ? (?) (mini-série)
- 2020-2022 : Avenue 5 : Jaden (Kelly Coughlin) (7 épisodes)
- 2020-2023 : Sweet Home : Seo Yi-Kyung (Lee Si-Young)
- 2021 : Hawkeye : Sonya [Qui ?] (mini-série)
- 2021-2022 : Destin : La Saga Winx : Kat (Leah Minto) (10 épisodes)
- 2022 : Devil in Ohio : Gina Brooks (Eva Bourne) (mini-série)
- 2022 : Loot : Hailey (Dylan Gelula)
- 2022 : The Afterparty : Chelsea (Ilana Glazer) (saison 1)
- 2022 : Une équipe hors du commun : Carson Shaw (Abbi Jacobson)
- 2023 : Les Fleurs sauvages : Agnes Hart (Tilda Cobham-Hervey) (mini-série)
- 2023 : Lessons in Chemistry : ? (?)
- 2023 : Bodies : Sarah Mannix (Natalie Gavin (en)) (mini-série)
- 2023 : The Village (en) : ? (?)
- 2023 : Wolf Like Me : l'infirmière Jen (Claire Lovering) (saison 2, épisode 7)
- 2024 : Tracker : l'officier Amini (Paniz Zade)
- 2025 : Medusa : Eluney (Ángela Rodríguez)
- 2025 : Faute de preuves : Isabel (Tania Casciani) (mini-série)
- 2025 : Bosch: Legacy : Victoria Hernandez (Andrea Cortés) (saison 3)
- 2025 : Surcompensation : Carmen (Wally Baram)

#### Séries d'animation
- 2008-2009 : Charlie Brown : Franklin / Lola / Rerun / Violet
- 2014 : South Park : Kyle dans la vraie vie[n 4] (Sullivan Braun) (saison 18, épisode 7)
- 2018-2023 : Désenchantée : la princesse Bean
- 2021 : Star Wars: Visions : F (saison 1, épisode 4)
- 2023 : Mulligan (en) : Lucy
- 2023 : Les Plus Belles Histoires de Quentin Blake : la princesse, la femme, Élise, Bella et Joséphine
- 2024 : Dépravé : Natacha Egertons, adulte (création de voix)
- 2024 : Rêves Productions (en) : Janelle Johnson[n 5] (mini-série)
- 2024 : Tokyo Override : Kai

### Jeux vidéo
- 2015 : Tom Clancy's Rainbow Six: Siege : Finka
- 2020 : Ghost of Tsushima : Tomoe
- 2022 : The Dark Pictures Anthology: The Devil in Me : Kate Wilder[17]
- 2023 : Hogwarts Legacy : L'Héritage de Poudlard : ?

### Direction artistique
- 2013 : Brickleberry (saison 2)

## Adaptation
- 2018 : Désenchantée (saison 1, épisode 10)
- 2021 : Yasuke
- 2022 : Madea : Retour en fanfare
- depuis 2023 : Les Simpson (depuis la saison 35)
- 2024 : Good Times
- 2024 : Un Noël sous hypnose (épisode spécial)